# Generalissimo
"Generalissimo" é o décimo episódio da terceira temporada da série de televisão de comédia de situação norte-americana 30 Rock, e o 46.° da série em geral. O seu argumento foi escrito por produtor executivo Robert Carlock e foi realizado por Todd Holland. A sua transmissão nos Estados Unidos ocorreu na noite de 5 de Fevereiro de 2009 através da rede de televisão National Broadcasting Company (NBC). Dentre as estrelas convidadas para o episódio, estão inclusas Salma Hayek, Jon Hamm, Patrick Heusinger, e Teresa Yenque. O apresentador de televisão Matt Lauer também participou desempenhando uma versão fictícia de si mesmo.
No episódio, a argumentista Liz Lemon (interpretada por Tina Fey) começa a receber correspondência destinada ao seu novo vizinho, o Dr. Drew Baird (Hamm), e depois de bisbilhotar o correio dele, ela decide que gostaria de conhecê-lo. Enquanto isso, Jack Donaghy (Alec Baldwin) descobre ser fisicamente parecido com Generalíssimo, um vilão de uma novela hispânica homónima, que leva a avó (Yenque) de Elisa Padriera (Hayek), namorada de Jack, a desaprovar o relacionamento do casal. De volta aos bastidores do TGS with Tracy Jordan, os novos estagiários (Heusinger, Tuculescu e Mand) convidam Tracy Jordan (Tracy Morgan) para uma noite de festa.
No geral, embora não universalmente, "Generalissimo" foi recebido com aclamação pelos críticos especialistas em televisão do horário nobre, com a maioria dos elogios sendo atribuídos a Alec Baldwin, cujo desempenho rendeu-lhe um Prémio Emmy do horário nobre. Outras opiniões positivas foram partilhadas acerca da trama de Liz e da adição de Hamm à temporada. De acordo com as estatísticas publicadas pelo serviço de mediação de audiências da Nielsen Media Research, o episódio foi assistido em uma média 6,393 milhões de domicílios norte-americanos durante sua transmissão original e recebeu a classificação de 3,1 e sete de share no perfil demográfico dos telespectadores na faixa dos dezoito aos 49 anos.

## Produção
"Generalissimo" é o décimo episódio da terceira temporada de 30 Rock. O seu guião foi escrito por Robert Carlock, produtor executivo que também assume a função de produtor e showrunner no seriado; este foi a sua décima vez a receber crédito pelo guião de um episódio. O realizador Todd Holland foi contratado para realizar este episódio por recomendação do seu agente, que também representa Tina Fey, criadora, produtora executiva, argumentista-chefe e actriz principal em 30 Rock. Na sua autobiografia Bossypants (2011), Fey incluiu este guião como um dos seus quatro favoritos entre todos os escrito por Carlock, com os outros sendo "Jack-Tor" (2006), "Sandwich Day" (2008) e "Apollo, Apollo" (2009).

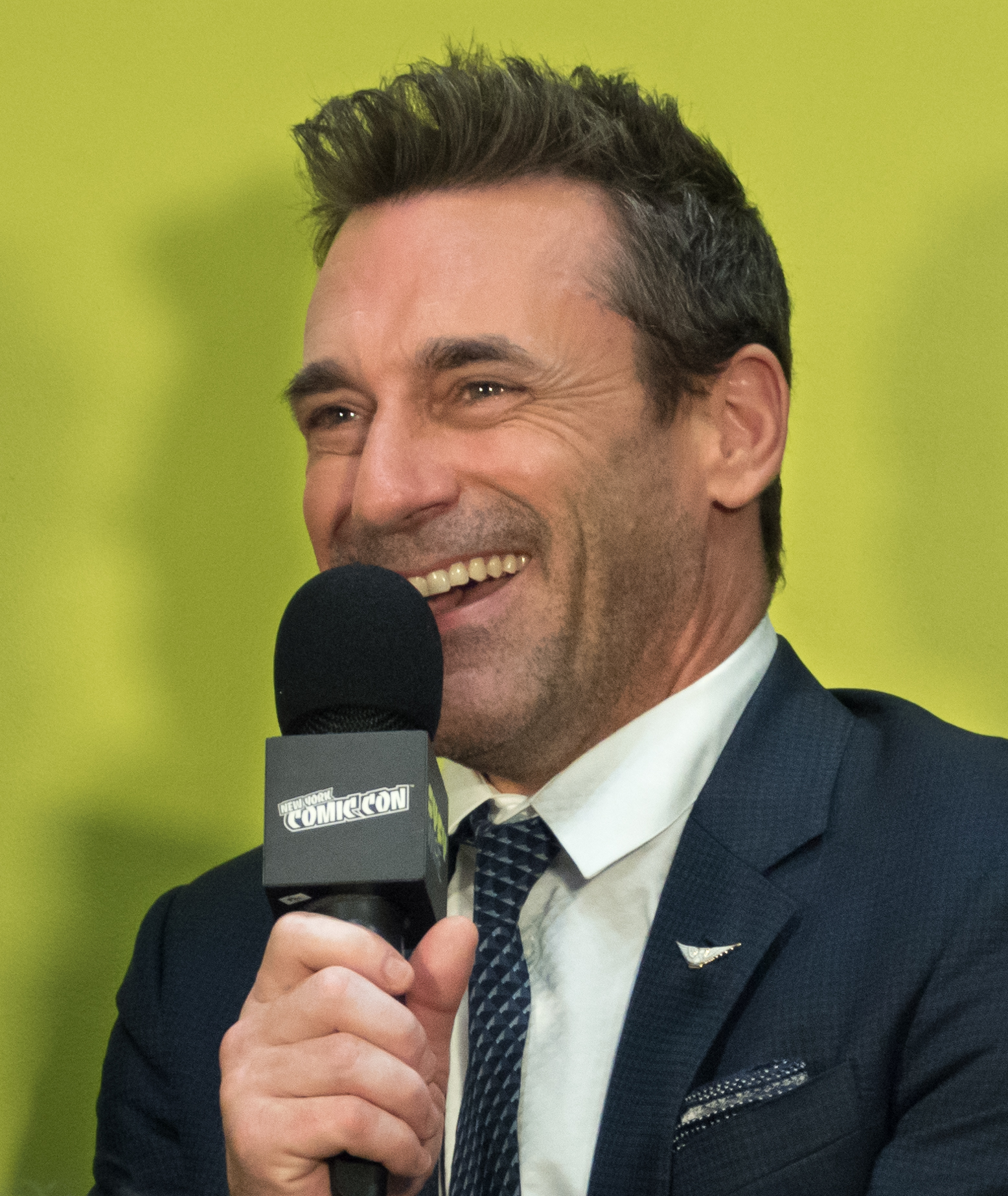
Em "Generalissimo," o actor Jon Hamm fez a sua estreia como o Dr. Drew Baird, um papel concebido consigo em mente.

O papel do Dr. Drew Baird foi introduzido pela primeira vez em "Generalissimo." Em entrevista ao tablóide digital Entertainment Weekly, Fey relatou que desenhou a personagem com o actor Jon Hamm em mente, mas não acreditou que realmente conseguiria trazê-lo à série e duvidou do talento cómico dele. Hamm havia originalmente feito uma audição para o papel de Jack Donaghy em 30 Rock, mas este foi oferecido a Alec Baldwin, uma escolha pessoal de Fey. Hamm foi convidado a apresentar o episódio do programa de televisão humorístico Saturday Night Live (SNL) na noite de 25 de Outubro de 2008. Foi naquela oportunidade que Lorne Michaels, produtor executivo tanto do SNL como de 30 Rock, abordou o actor sobre uma participação no programa de Fey. Naquele momento, Hamm em hiato de filmagens para Mad Men (2007), série de televisão transmitida pela AMC na qual ele estrelava, então concordou imediatamente. A notícia da sua participação em três episódios da terceira temporada de 30 Rock foi anunciada pela imprensa em Dezembro de 2008. Ele voltaria a desempenhar o Dr. Baird em "St. Valentine's Day" e "The Bubble."
Salma Hayek foi anunciada como uma entrela convidada na terceira temporada de 30 Rock em meados de Outubro de 2008. "Sou fã do talento de Tina [Fey], tanto como actriz quanto como guionista, desde que trabalhei com ela anos atrás no SNL. Estou muito animada por fazer parte de um seriado tão inteligente e engraçado, além de trabalhar com o brilhante Alec Baldwin e o resto do elenco de 30 Rock," expressou Hayek acerca da sua adição ao elenco. "Generalissimo" marcou a terceira de seis aparições da actriz na série como Elisa Padriera, enfermeira da mãe de Jack Donaghy e interesse amoroso de Jack. A sua estadia viria a se estender até "The Ones."
A actriz Teresa Yenque também participou deste episódio interpretando Concepción, a avó de Elisa. Ela já havia aparecido anteriormente em 30 Rock no episódio "The C Word" (2007), no qual deu vida a uma senhora da limpeza a quem Liz acidentalmente bate com um telemóvel que atirou. Outra participação especial em "Generalissimo" foi a de Matt Lauer, que desempnehou uma versão fictícia da sua função como apresentador do The Today Show, programa de entrevistas transmitido diariamente pelas manhãs na NBC. Não obstante, embora os seus nomes tenham sido listados durante a sequência de créditos finais, os actores Scott Adsit, Judah Friedlander, Katrina Bowden, e Keith Powell — respectivos intérpretes das personagens Pete Hornberger, Frank Rossitano, Cerie Xerox, e James "Toofer" Spurlock — não participaram de "Generalissimo."

## Enredo
Liz Lemon (Tina Fey) recebe por engano a correspondência de seu novo vizinho, o Dr. Drew Baird (Jon Hamm). Depois de bisbilhotar pelo correio, fica com a crença que ele é o homem perfeito para si. De modo a conquistá-lo, segue as ações do Generalíssimo, uma personagem malvada da telenovela hispânica Los Amantes Clandestinos, ignorando os avisos de Jenna Maroney (Jane Krakowski) e Elisa Padriera (Salma Hayek). Ela convida Drew para uma festa inexistente e, quando ele chega no seu aparatamento, ela informa que a festa está marcada para a noite seguinte, mas mesmo assim convida-o a entrar. Embora esse plano inicialmente pareça funcionar, as coisas dão errado quando Liz acidentalmente dá Rohypnol a Drew, que acaba encontrando algumas das suas correspondências abertas na bolsa dela. No dia seguinte, o médico recebe cartas de Liz e lê-as. Ele diz que, com base na sua correspondência, ele provavelmente gostaria de conhecer Liz, da mesma forma que ela o queria conhecer. Eles decidem começar do zero e ir a um encontro real.
Ao mesmo tempo, Jack Donaghy (Alec Baldwin) conhece Concepción (Teresa Yenque), avó da sua namorada Elisa. De princípio, a avó não gosta de Jack pela sua semelhança física ao Generalíssimo. Então, de modo a alterar esta situação, Jack compra os direitos de produção de Los Amantes Clandestinos e tenta matar a personagem, mas os actores da telenovela recusam-se a cooperar. Assim, o executivo decice conhecer o seu sósia, chamado Hector Moreda (também interpretado por Baldwin), e pergunta por que ele não segue o guião. De acordo com Hector, o seu papel como Generalíssimo permite-lhe furar fila na Disney World, entre outras vantagens. Jack mostra a ele uma foto de Elisa, explicando que ele quer matar a personagem por ela. Entendendo os sentimentos de Jack, o actor concorda em ajudar Jack fazendo a personagem se apaixonar por uma idosa hispânica, conquistando assim o carinho da avó de Elisa. A avó posteriormente aceita Jack como namorado de Elisa, mas faz mais um pedido a ele: tornar a NBC News menos deprimente. Jack responde exibindo uma montagem de fotos de bebés porto-riquenhos com a música de Tito Puente no The Today Show, para o desgosto do apresentador Matt Lauer.
Enquanto isso, a NBC contratou banqueiros de investimento recentemente demitidos da empresa global de serviços financeiros Lehman Brothers como estagiários no TGS with Tracy Jordan. Tracy Jordan (Tracy Morgan) é convidado a andar pela Cidade de Nova Iorque com eles, mas rapidamente apercebe-se que é incapaz de acompanhar aquele estilo de vida. Tracy teme que, se o público souber que ele não vive mais um estilo de vida rápido, sua imagem seria gravemente comprometida e ele seria forçado a mudar de actor cómico para dramático. Recusano-se a permitir que isso aconteça, ele compra a Lehman Brothers e manda os estagiários de volta para os seus antigos empregos em Wall Street.

### Análises da crítica

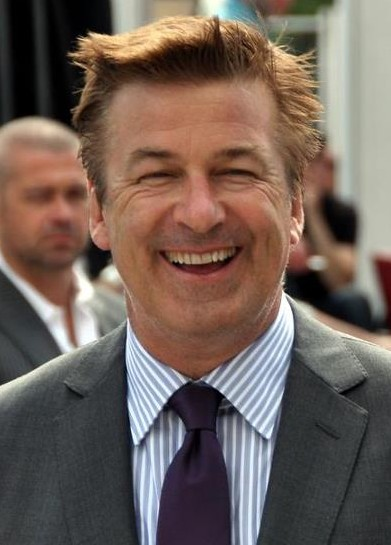
O desempenho de Alec Baldwin foi aclamado pelos críticos de televisão e rendeu-lhe o seu seu segundo Prémio Emmy consecutivo.

### Acusações de racismo

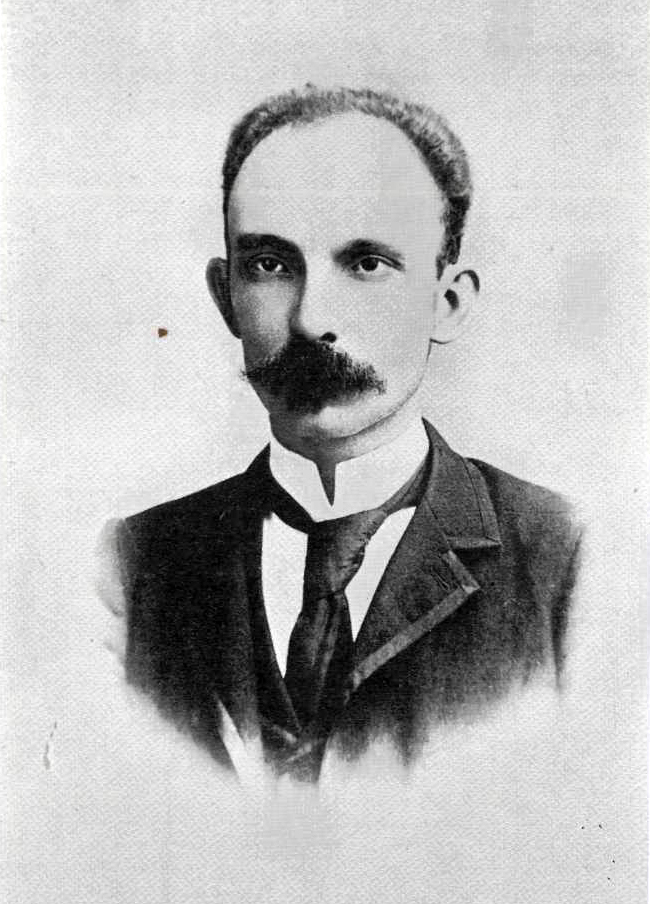
A inclusão da canção patriótica "Guantanamera" (1929), com letras pelo ícone político José Martí (imagem), como um tema romântico em "Generalissimo" foi criticada pelo BuzzFeed.